# Mikel Nieve
Mikel Nieve Iturralde (ur. 26 maja 1984 w Leitza) – hiszpański kolarz szosowy, zawodnik profesjonalnej grupy Michelton-Scott.
Specjalizuje się w jeździe w górach oraz w wyścigach jednodniowych. Jego największymi sukcesami są trzy etapowe zwycięstwa w Giro d’Italia (2011, 2016 i 2018), klasyfikacja górska tego wyścigu (2016) oraz etap Vuelta a España (2010).
Nieve jest cenionym pomocnikiem, zwłaszcza na górskich odcinkach. Sam również potrafił meldować się na wysokich miejscach w klasyfikacji generalnej Wielkich Tourów. 10. miejsca zajmował w Giro (2011, 2012), Vuelcie (2010, 2011) oraz 8. w hiszpańskiej trzytygodniówce w 2015 roku. 

## Najważniejsze osiągnięcia
2007
- 1. miejsce w Cursa Ciclista de Llobregat
- 1. miejsce w Memorial Valenciaga

2008
- 3. miejsce w Cinturó de l'Empordà

2009
- 7. miejsce w Trofeo Inca

2010
- 10. miejsce w Vuelta a España
  - 1. miejsce na 16. etapie

2011
- 10. miejsce w Giro d’Italia
  - 1. miejsce na 15. etapie
- 10. miejsce w Vuelta a España

2012
- 10. miejsce w Giro d’Italia

2013
- 4. miejsce w Clásica de San Sebastián

2014
- 10. miejsce w Tirreno-Adriático
- 8. miejsce w Critérium du Dauphiné
  - 1. miejsce na 8. etapie
- 4. miejsce w Clásica de San Sebastián

2015
- 2. miejsce w Tour de Slovénie
- 10. miejsce w Tour de Pologne
- 8. miejsce w Vuelta a España

2016
- 1. miejsce w klasyfikacji górskiej Giro d’Italia
  - 1. miejsce na 13. etapie

2018
- 1. miejsce na 20. etapie Giro d’Italia

## Starty w Wielkich Tourach
| Grand Tour | 2010 | 2011 | 2012 | 2013 | 2014 | 2015 | 2016 | 2017 | 2018 |
| ---------- | ---- | ---- | ---- | ---- | ---- | ---- | ---- | ---- | ---- |
| Giro       | -    | 10.  | 10.  | -    | -    | 17.  | 25.  | -    | 17.  |
| Tour       | -    | -    | -    | 12.  | 18.  | -    | 17.  | 14.  | 23.  |
| Vuelta     | 10.  | 10.  | -    | 23.  | 12.  | 8.   | -    | 16   | -    |